# Inorganic Chemistry
Inorganic Chemistry (abreviatura Inorg. Chem.) és una important revista científica dedicada a la química inorgànica i a la química física. És publicada des del febrer de 1962 per la Societat Química Americana. El seu factor d'impacte és 4,762 el 2014, any en què fou citada 90 888 cops. Ocupa la 6a posició de qualitat de revistes dedicades a la química inorgànica en el rànquing SCImago, i la 18a en la categoria de química analítica.
Publica estudis fonamentals en totes les fases de la recerca en química inorgànica. La cobertura inclou informes experimentals i teòrics sobre els estudis quantitatius d'estructura, termodinàmica, cinètica i mecanismes de les reaccions inorgàniques, química bioinorgànica i aspectes rellevants de la química organometàl·lica, fenòmens d'estat sòlid, i teoria de l'enllaç químic. Es dona rellevància a recerca sobre síntesi, estructura, termodinàmica, reactivitat, espectroscòpia i propietats dels enllaços de compostos nous i també de ja coneguts que siguin significatius.